# Arnadelo
Arnadelo es una localidad española que forma parte del municipio de Oencia, en la provincia de León, comunidad autónoma de Castilla y León.

## Geografía

### Ubicación
| Noroeste: Mosteiros  | Norte: Melezna | Noreste: Hornija         |
| Oeste: Oencia        |                | Este: Cabeza de Campo    |
| Suroeste Castropetre | Sur: Sobredo   | Sureste: Cabeza de Campo |

## Demografía
Evolución de la población
| Gráfica de evolución demográfica de Arnadelo entre 2000 y 2017     |
|                                                                    |
| Población de derecho (2000-2017) según el padrón municipal del INE |